# شبه الجزيرة الذهبية

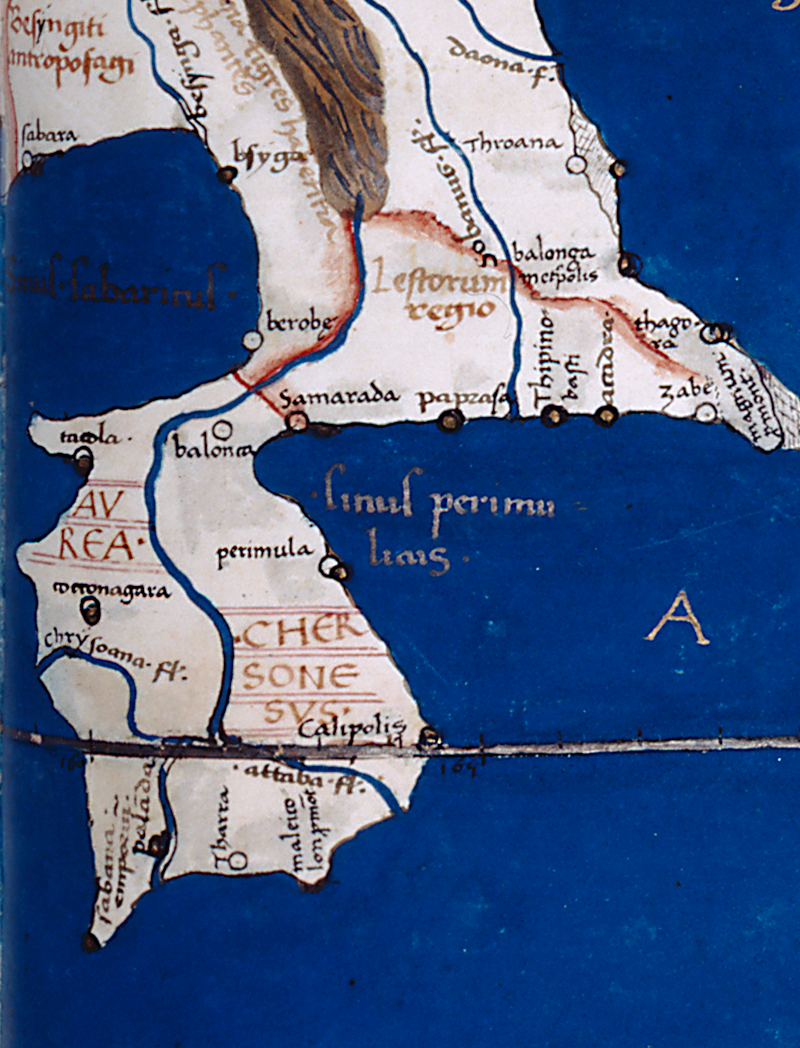
تفاصيل من نسخة نيكولاس جيرمانوس عام 1467 لخريطة من جغرافيا بطليموس ، والتي تظهر خيرسونيس الذهبي، أي شبه جزيرة الملايو في ماليزيا في العالم الحديث. يمثل الخط الأفقي خط الاستواء ، والذي تم وضعه في مكان خاطئ بعيدًا جدًا إلى الشمال بسبب حسابه من مدار السرطان باستخدام الدرجة البطلمية، والتي تساوي خمسة سدس الدرجة الحقيقية فقط.

شبه الجزيرة الذهبية أو الخيرسوني الذهبي (اليونانية القديمة: Χρυσῆ Χερσόνησος، رومنة: Chrysḗ Chersónēsos؛ اللاتينية: Chersonesus Aurea)، كان الاسم الذي استخدمه الجغرافيون اليونانيون والرومان لشبه جزيرة الملايو في العصور القديمة الكلاسيكية، وأشهرها في كتاب الجغرافيا لكلاوديوس بطليموس في القرن الثاني.

## المراجع الخرائطية

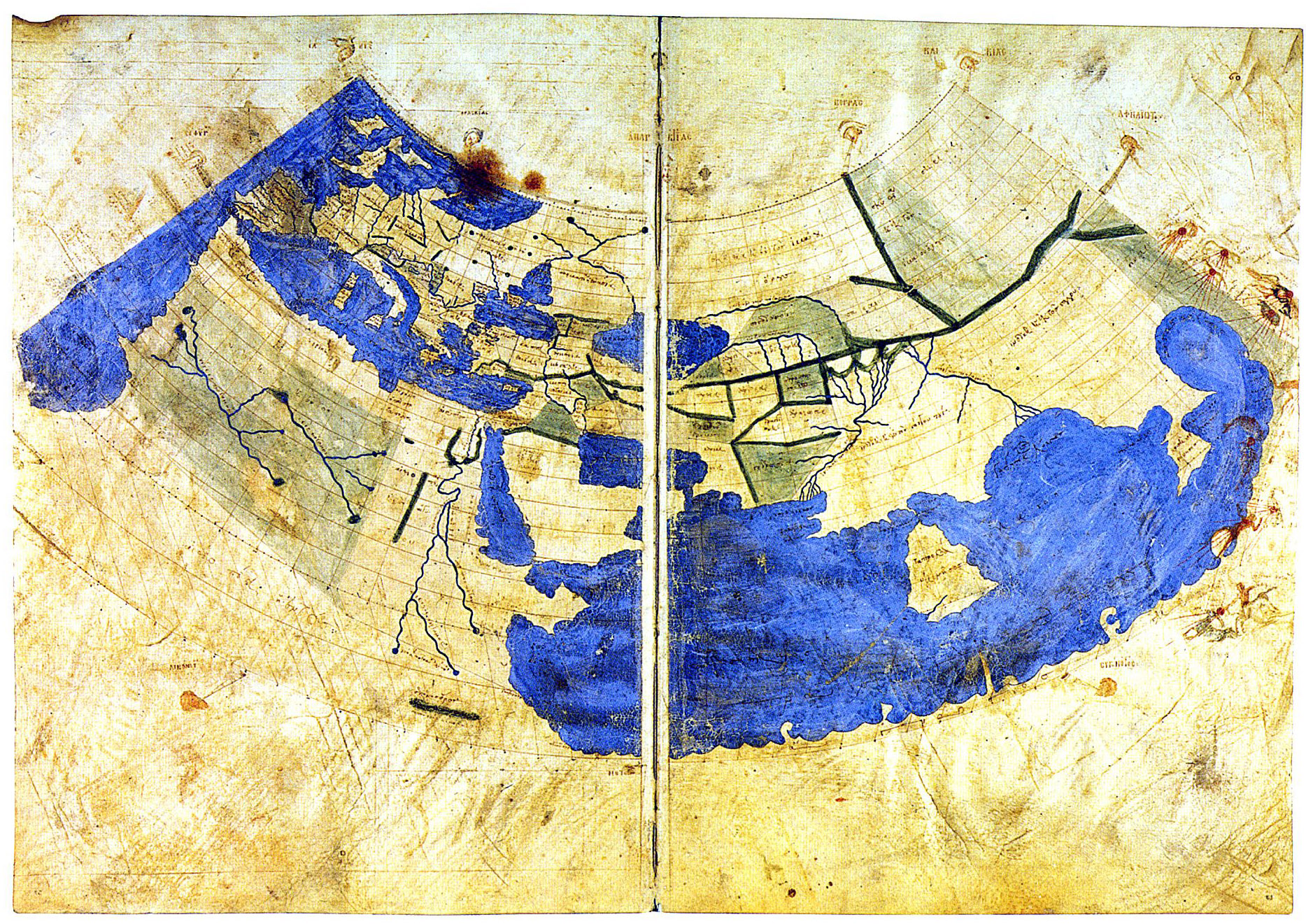
خريطة العالم من أورب. يوناني 82، تم ذلك وفقًا لإسقاط بطليموس الأول ق. 1300. تُصوّر الخريطة المحيط الهندي على أنه حوض مغلق. تقع شبه الجزيرة الذهبية في الشرق الأقصى، قبل الخليج الكبير مباشرة.

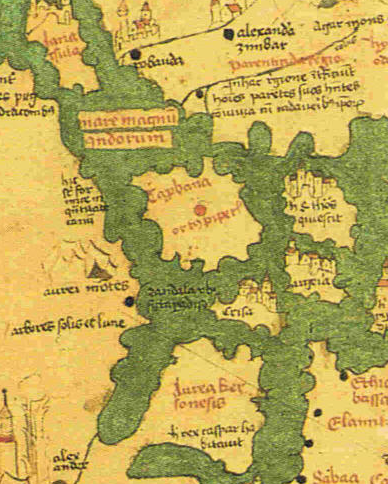
أوريا سيرسونيسي ، شبه الجزيرة الذهبية، بالقرب من جاوة في المحيط الهندي، على خريطة أندرياس والسبيرجر، حوالي عام 1448

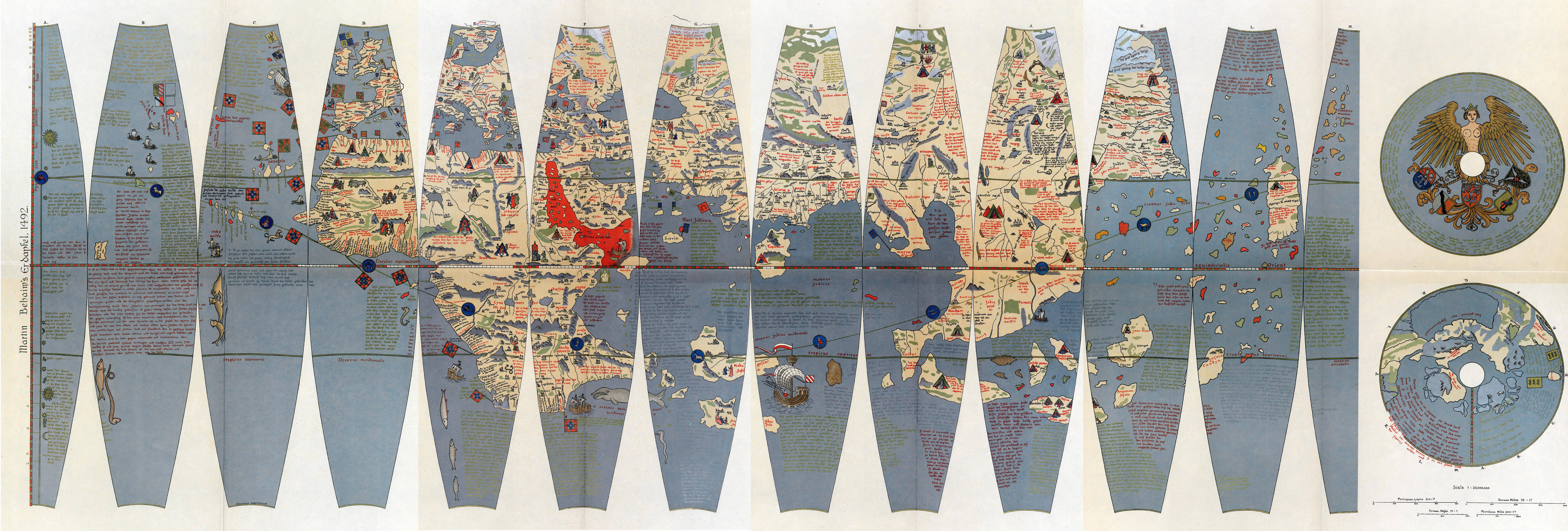
إردابفيل مارتن من بوهيميا